# Francys Arsentiev
Pas d'image ? Cliquez ici
Francys Arsentiev née Yarbro (18 janvier 1958 – 24 mai 1998) est la première femme américaine à escalader le mont Everest sans bouteille d'oxygène, le 22 mai 1998. Elle meurt pendant la descente.

## Biographie
Francys Yarbro Distefano-Arsentiev naît Francys Yarbro le 18 janvier 1958 à Honolulu.
Alors qu'elle a six ans, son père l'emmène dans les Rocheuses. Elle étudie à l'American School en Suisse, puis aux États-Unis. Elle va à Stephens College, avant d'obtenir son diplôme de l'université de Louisville. Elle reçoit un master de l'école de management de Phoenix. Elle travaille ensuite comme comptable à Telluride, dans le Colorado, pendant les années 1980.
En 1992, elle épouse Sergei Arsentiev. Ensemble, ils escaladent beaucoup de sommets russes et font la première ascension de Peak 5 800 m, qu'ils nomment Goodwill, et ils grimpent le mont McKinley. Arsentiev devient la première femme américaine à descendre l'Elbrouz en ski, et elle grimpe ses faces Est et Ouest. Elle décide cette année-là de devenir la première femme américaine à grimper l'Everest sans bouteille d'oxygène.

## Everest

### Premières tentatives
En mai 1998, Francys et Sergei Arsentiev arrivent au camp de base du mont Everest. Le 17 mai, ils montent au camp de base avancé de la face Nord, et arrivent à 7 700 mètres d'altitude le lendemain alors que 21 autres grimpeurs arrivent au sommet de la face Nord. Le 19 mai, ils arrivent à 8 200 mètres d'altitude. Sergei dit à la radio qu'ils sont en bonne forme et vont commencer l'ascension le 20 mai à une heure du matin. Le 20 mai, après avoir passé la nuit au Camp 6, ils commencent à grimper, mais doivent faire demi-tour en raison d'une lampe frontale cassée. Le 21 mai, ils réessaient, grimpent moins de 100 mètres et font demi-tour.

### Sommet
Après ces deux essais, ils entreprennent la montée finale le 22 mai. En raison de l'absence d'oxygène, ils avancent très lentement et arrivent au sommet très tard dans la journée. Ils doivent donc passer une nuit supplémentaire à plus de 8 000 m. Pendant la soirée, ils se séparent : Sergueï descend au camp le matin et découvre que sa femme n'est pas arrivée. Il repart avec de l'oxygène et des médicaments.
On ne connaît pas la suite, mais on suppose que le matin du 23 mai, Francys Arsentiev est trouvée par une équipe ouzbèke qui grimpe les quelques centaines de mètres manquantes du sommet. Elle est à moitié consciente, touchée par le manque d'oxygène et les engelures. Comme elle est incapable de bouger, ils lui donnent leur oxygène et la ramènent le plus bas possible. Quand eux-mêmes sont à court d'oxygène, ils l'abandonnent et croisent Sergueï Arsentiev en train de monter la chercher. Il s'agit de la dernière fois qu'il est vu vivant.

### Mort
Le matin du 24 mai, Ian Woodall, Cathy O'Dowd et plusieurs Ouzbeks trouvent Francys Arsentiev en montant vers le sommet, à l'endroit où elle a été laissée la veille. À côté d'elle, on trouve le piolet et la corde de Sergei Arsentiev, mais pas l'homme. Woodall et O'Dowd annulent leur ascension et essaient d'aider Francys pendant plus d'une heure, mais ils sont forcés de l'abandonner et de rentrer au camp. Elle meurt dans la position où ils l'ont trouvée, allongée sur le côté, toujours accrochée à la corde du guide. Son cadavre est surnommé « la Belle au bois dormant ».
L'année suivante, Jake Norton découvre le corps de Sergei plus bas sur la montagne, apparemment mort d'une chute pendant qu'il essayait de sauver sa femme.

### "The Tao of Everest"
Woodall lance une expédition en 2007, "The Tao of Everest", dans l'objectif de pouvoir enterrer les corps de Francys Arsentiev et d'un grimpeur anonyme, Green Boots, qui bloquent tous les deux la montée. Le corps de Francys Arsentiev est enlevé le 23 mai 2007, après neuf ans, et amené plus bas sur la montagne, loin de la vue des grimpeurs.